# George Classen
George Classen, eigentlich Heinz Georg Classen (* 1942 in Lübben), ab seiner vierten Lebenswoche in Berlin aufgewachsen, ist ein deutscher Maler der modernen Kunst.

## Leben
George Classen wurde 1942 in Lübben bei Berlin geboren. Bereits im Alter von sieben Jahren kopierte er Kupferstiche der alten Meister von Nürnberg. Bald darauf ließ sich George Classen von Werken Pablo Picassos oder Gustav Klimts inspirieren, ohne diese jedoch zu kopieren. Mit 13 Jahren entdeckte er die klassische Musik als seine zweite Leidenschaft, die ihn stets motivierend begleitete. Es folgte von 1969 bis 1971 eine grafische Ausbildung an der „Famous Artist School“ in Frankfurt am Main und einige Jahre als Grafiker in der Werbung. Seit 1979 ist George Classen ausschließlich freischaffender Künstler und hatte seitdem zahlreiche Ausstellungen in Kanada, den USA, Spanien, Deutschland, Österreich und Japan. Verheiratet ist George Classen mit Eva, die ihm mit konstruktiver Kritik inspirierend zur Seite steht.

## Über seine Kunst
„George Classens Werke weisen Züge abstrakter, kubistischer und vereinzelt surrealistischer Kunst auf (z.B. Robert Delaunay, Pablo Picasso) mit einigen jugendstilähnlichen Ornamenten.“ aus dem Gutachten „George Classen“ von Petra Breidenstein, 2011
George Classen ist der Meinung, dass jeder Mensch seine Umwelt anders wahrnimmt und auch anders interpretiert. Er sieht die Aufgabe eines Künstlers darin, seine persönliche Empfindung dem Beschauer darzustellen – jedoch ohne diesem seine Betrachtungsweise aufzuzwingen. Der Betrachter sollte das  Schaffen des Künstlers selbst interpretieren und eine „Transformation des Unsichtbaren“ ermöglichen – also das Unsichtbare sichtbar machen.
Unter seinem immer wiederkehrenden Thema „Physiognomische Landschaften“ versteht George Classen Folgendes: Er bezieht aus dem Koordinatensystem des (meist) menschlichen Gesichtes Linien, die er durch Elemente wie Farbe und weitere Linien ergänzt. So entsteht eine Verbindung zwischen autonomer Abstraktheit und dem eigentlich Real-Bildlichen. Die gewollte Mehrdeutigkeit soll dem Betrachter wieder die Möglichkeit geben, dessen eigene Phantasie anzuregen.
George Classen verwendet den Titel „Zufall und Notwendigkeit“ eines Buches des Naturwissenschaftlers und Nobelpreisträgers Jacques Monod als Motto für die Entstehung seiner Werke. „Der Zufall ist die Verteilung der impulsgesteuerten Linien und Farben, die Notwendigkeit die Koordinierung der Elemente zu einem stimmigen Ganzen.“ (George Classen)

## Ausstellungen
- Deutschland

Berlin: Philipp Morris Stiftung, Galeries Lafayette, Galerie im Steinberger, Galerie Uwe Cerny, Rathaus Zehlendorf, 
Frankfurt: Galerie Graf Lischinsky, 
Hamburg: Galerie Altana, 
Hannover: Europa Galerie,
Köln: Commerzbank, 
Paderborn: Kunsthaus Paderborn, 
Remagen: Kunstverlag Günter Marschner,
Stadthagen: Kulturverein
- Kanada

Toronto: Gallery Stanley Neville, Galleries Heritage International Yorkville, Royal Bank Plaza, First Canadian Place Exhibitions, Galeries Village by the Grange, Art Salon Peggy Delaney
- USA

New York: Mussavi Arts Center am Broadway, Trump Tower, 
Miami: Gaylor Dempfster Art Agency, 
San Francisco: Redwood Gallery, 
- Spanien

Mallorca: Casa De Arte Vivencia, Arta
- Österreich

Wels: AA Galerie, Galeriehaus
- Japan

Tokio: Privatausstellung Tokyo, BICE Tokyo
- Vereinigte Arabische Emirate

Dubai: Burj Al Arab, World Luxury Expo
Abu Dhabi: Emirates Palace

## Medienberichte
„Seine Kunst sucht Begegnung mit dem Menschen, sie will kommunizieren. […] Sie versucht den Betrachter auf der Ebene der Affekte, der imaginativen Vorstellung zu erreichen. […] Die Malerei Classens […] versucht, die innere Realität in Farbe und Form sichtbar werden zu lassen. […] Malen bedeutet für ihn nicht, das Objekt zu kopieren, sondern Eindrücke zu realisieren, also die Natur nicht zu reproduzieren, sondern zu präsentieren.“ (Aus dem Mostviertler Basar)
„George Classen's Welt der Kunst wird von einem tiefgründigen Wissen der klassischen Musik und der antiken Geschichte dominiert, wobei er seine Inspiration in endlose Variationen von Form und Farbe transformiert, indem er Akustik mit Visuellem verbindet. Auf diese Weise wird die Reproduktion des Offensichtlichen vermieden.“ (Aus dem Miami Herald 1991)
„Einige seiner Werke weisen eine Ornamentik auf, die Werken des Jugendstils ähnelt und auf maltechnischer Ebene Werken Gustav Klimts oder Werken Friedensreich Hundertwassers gleicht.“ (Petra Breidenstein, von der IHK vereidigte Sachverständige für Wertgutachten in Berlin)